# Soberanía popular

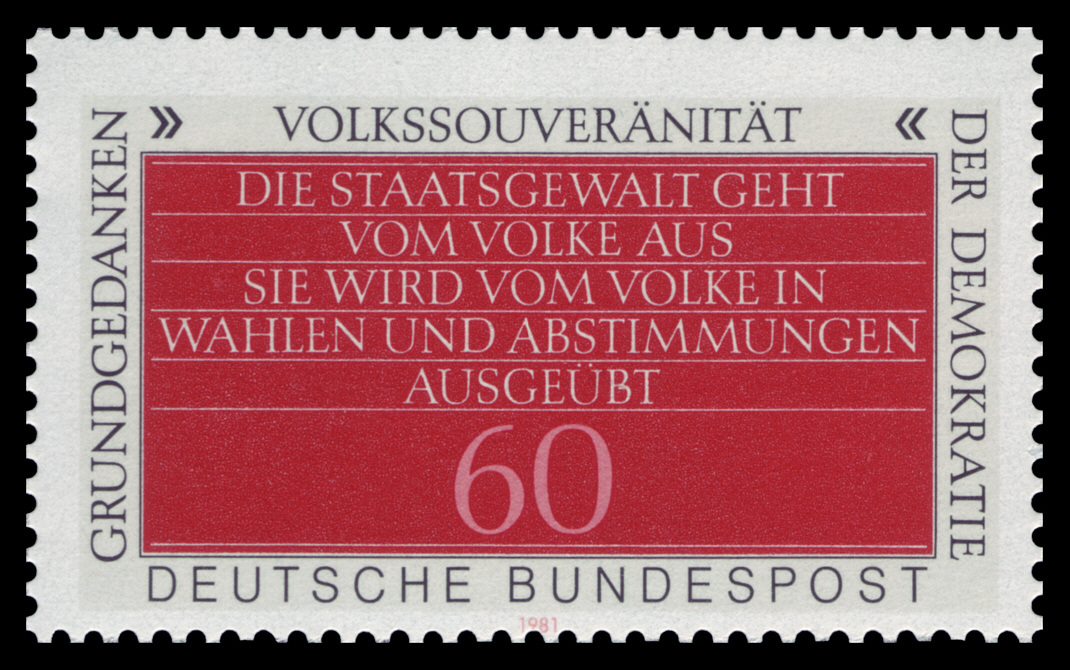
Ideas fundamentales de la democracia

El término soberanía popular, se acuñó frente al de soberanía nacional, que se interpretaba de una forma restrictiva como la soberanía residente en la nación, difícil definición que puede identificarse con más dificultad y restringirse en su representación efectiva a las
capas más elevadas de la sociedad (sufragio universal); mientras que el principio de la 
soberanía popular nace con unos derechos y garantías constitucionales.

Art. 33.- Las declaraciones, derechos y garantías que enumera la Constitución, no serán entendidos como negación de otros derechos y garantías no enumeradas; pero que nacen del principio de la soberanía del pueblo y de la forma republicana del gobierno.
Constitución Nacional Argentina, Ley Nº 24430

La Constitución Española de 1978, en su artículo 1.2, afirma: La soberanía nacional reside en el pueblo español, del que emanan los poderes del Estado.
El principio teórico en el que se basan todas las concepciones de la democracia y que hoy tiene aceptación prácticamente universal como fuente de todo poder y autoridad. Como doctrina política moderna, proviene de Rousseau. Un pueblo es una unidad histórica de costumbres y hábitos de vida en común, cuyos integrantes acuerdan formar un Estado para gobernarse mejor en forma soberana (sin otro poder por encima de él). El pueblo constituye el Estado, y debe después controlarlo y cambiarlo si lo cree conveniente. El pueblo no debe nada a sus gobernantes, que son servidores, escribientes o mensajeros de la voluntad popular. Al mismo tiempo, el pueblo tiene gran poder sobre los individuos, solo compensado por la reciprocidad de la situación de estos.

## En los Estados Unidos
Durante la década de los 1850, la esclavitud era el tema candente en los Estados Unidos. Dejando de lado el tema más complicado de la abolición de la esclavitud en los estados sureños donde existía, la cuestión era si en los nuevos estados que pronto se crearían, se permitiría o no la esclavitud. Stephen Douglas y otros legisladores propusieron que la cuestión podría resolverse no en el Congreso nacional, polarizado hasta la parálisis, sino por voto de los ciudadanos de los futuros estados en cuestión, que se denominó la "Soberanía Popular”. El problema es que nunca se aclaró quiénes podrían votar. En el Territorio de Kansas se produjo una guerra civil a nivel estatal sobre esta cuestión, en el período llamado Bleeding Kansas ("Kansas sangrante").